# Гембицький Тит Гаврилович
Тит Гаврилович Гембицький (Гембіцький, пол. Tytus Gembicki; 15 січня 1842, с. Люлинці, тепер Вишнівка, Погребищенський район, Вінницька область, Україна — 23 січня 1908, Львів, Україна) — український актор, режисер, перекладач драматичних творів, театральний діяч. Чоловік Юлії Гембицької, батько Олени Гембицької.

## Життєпис
Походив зі шляхетської родини.
Навчався і закінчив чотири класи в Київській гімназії. Після цього його віддали навчатися до монастиря кармелітів у Бердичеві, звідки він втік. Працював секретарем поліцмейстера в повітовому суді в Бердичеві.
Упродовж 1859—1869 років грав у польсько-російсько-українських театральних трупах на Правобережжі, зокрема з 1859 р. в трупі П. Зелінської в  Бердичеві, з 1861 р. - в Києві, а з 1862 р. - у трупі Теофіла Борковського в Житомирі.
Брав участь у польському Січневому повстанні 1863 року. 
В 1867 році заснував власний російсько-український театр в Хотині, однак в листопаді того ж року разом з ним приєднався до трупи Омеляна Бачинського в Кам'янці-Подільському.
У березні 1869 році переїхав до Галичини, де вступив до трупи Антіна Моленцького. Працював (з перервами) у Руському народному театрі товариства "Руська бесіда" у Львові (1869—1905; упродовж 1898—1900 — директором). 
Упродовж   1872 - 1873 років виступав у польській трупі П. Возняковського, у 1873—1883 і 1885—1889 роках  виступав у трупах Омеляна Бачинського.
У 1893—1896 роках тимчасово припинив виступи на сценах мандрівних театрів, осів у Сяніку, прийняв громадянство Австро-Угоорщини, працював агентом українського страхового товариства «Дністер».
Директор Руського народного театру товариства "Руська Бесіда" від 1 липня 1898 до 15 липня 1900 року.

## Ролі
- Виборний («Наталка-Полтавка» Івана Котляревського),
- Пузир («Хазяїн» Івана Карпенка-Карого),
- Городничий («Ревізор» Миколи Гоголя),
- Семен ("Гнат Приблуда" Сидора Воробкевича)

## Доробок
Автор нарису «Історія основаня і розвою русько-народного театру в Галичині» (Коломия: Друкарня М. Білоуса, 1904).
Автор біографічних споминів "Не так склалось, як гадалось. Оповіданє старого бурлака", тричі виданих у друкарні М. Білоуса в Коломиї: перше видання 1893 р., друге доповнене видання 1901 р., третє доповнене видання 1913 р.
Переклав українською мовою кілька п'єс зарубіжних драматургів, зокрема драми С. Мозенталя "Бойки" (з німецької) та Я. Галясевича "Сокільська дебра" (з польської).

### Сім'я
Дружина — Юлія (1848, Львів — близько 1914, там само), акторка. 
Донька — Олена (1870, Львів — близько 1936, там само), акторка.